# Rødnæbbet oksehakker
Rødnæbbet oksehakker (Buphagus erythrorhynchus) er en afrikansk spurvefugl som primært lever på savanne og i kratskov.

## Beskrivelse

### Udseende
Rødnæbbet oksehakker er en ca. 20 cm stor brunlig fugl med et kraftigt rødt næb, gule øjenringe og røde øjne. Den er brungrå på hovedet, hals, vinger og hale, mens undersiden er bleggul. Ungfuglene har brunt næb og grå øjenring. Den lignende gulnæbbet oksehakker har til forskel et tofarvet gulrødt næb, lys overgump og mangler den gule øjenring.

### Lyde
Lyden er en "trick quiss", mens hanens sang består af bløde lyde blandet med fløjt og triller.

## Levevis
Den lever af at spise parasitter i store planteædende pattedyrs hud og drikker også blod fra værtsdyrenes sår hvilket er med til at holde sårene åbne. Oksehakkere bruger hår fra værtsdyrenes pels som redemateriale og advarer værtsdyrene med en høj lyd hvis de opdager en fare. På trods af at oksehakkerne også spiser af deres værtsdyr, anses forholdet mellem oksehakkere og hovdyr for hovedsageligt at være mutualistisk.

## Billeder
- Rede med hår fra impala
- Voksen (t.v.) og ungfugl (t.h.) på impala
- Afrikansk bøffel med oksehakkere